# Исмихан-султанија (ћерка султаније Шах)
Исмихан Бахарназ султанија (тур. Ismihan Baharnaz Hanimsultan) је била ћерка султаније Шах и великог везира Лутфи-паше.

## Биографија
Рођена је негде око 1524, у Истанбулу. Почетком 1540-их је удата за Хабси Хусејин-пашу, који је имао ћерку Фатму-хатун из преткодног брака. Из брака је имала две кћери;
- султанија Неслихан (тур. Neslihan Hanım) (ум. након 1569)
- султанија Васфихан (тур. Vasfihan Hanım) (ум. пре 1569) ; имала је сина Ахмед-бега

Есмахан је још била жива у новембру 1556. године, када је забележено да је примала 100 аспера дневно. Умрла је 1559. године. Забележено је да је сахрањена 1559. године у Ејуп-султан џамији.